# Teatro Romen
Il teatro Romen (in russo Московский музыкально-драматический театр "Ромэн"?) è situato a Mosca ed è il più antico e più famoso dei teatri romaní al mondo. Il teatro è un simbolo chiave della cultura rom in Russia, e dal momento della sua fondazione nel 1931, è stato un polo di attrazione per gli artisti romaní in Russia.

## Precursori del teatro Romen
Già nel XVIII e XIX secolo, esistevano a Mosca e San Pietroburgo dei cori dei rom russi.
Alla fine del XIX secolo, il direttore di uno dei cori romaní, Nikolai Shishkin creò la prima compagnia teatrale. La prima esibizione della troupe fu nell'operetta Canzoni zigane recitate (in russo Цыганские песни в лицах?), con la compagnia principale del Teatro Arcadia. Questo accadde nel 1886. L'operetta ha funzionato per diversi anni. Il 13 aprile 1887 al  Malyj dramatičeskij teatr ci fu la prima interpretazione dell'operetta di Strauss Der Zigeunerbaron con la compagnia di Shishkin rom che interpretava i ruoli dei rom.
Il 20 marzo 1888 fu messa in scena al Malyj dramatičeskij teatr la prima dell'operetta in Lingua romaní Figli della foresta. Fu eseguita esclusivamente dalla troupe dei romaní. La produzione ha funzionato per 18 anni ed è stato un grande successo.
Nel 1892, Shishkin produsse una nuova operetta, Vita zigana.
Negli anni venti, molti gruppi romaní di cantanti, ballerini e musicisti si esibirono in URSS.

## Storia del teatro Romen

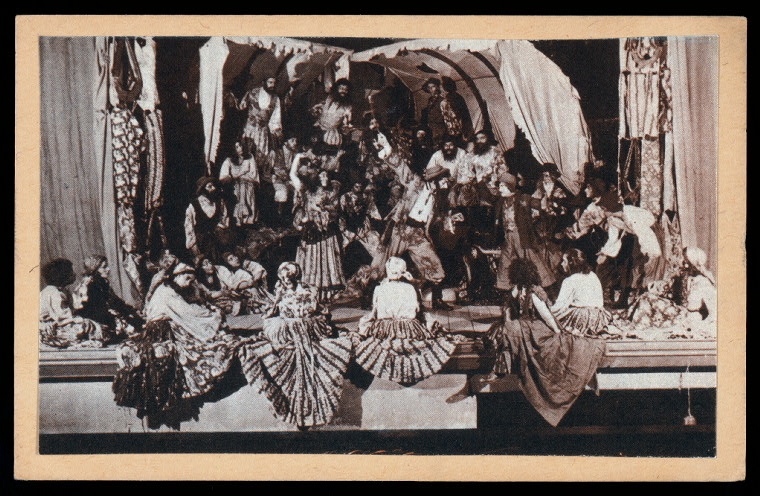
Foto senza data del "teatro gitano" di Mosca, dalla Billy Rose Theatre Collection della New York Public Library

Il 24 gennaio 1931 fu aperto a Mosca lo studio teatrale romanì  "Indo-Romen". Entro un mese, lo studio ha eseguito i suoi primi lavori.
Il primo regista e il primo compositore di musica di  "Indo-Romen" furono due attivisti ebrei, Moishe Goldblat e Semen Bugachevsky.
Il 16 dicembre 1931 il teatro mise in atto la sua prima performance musicale-drammatica completa, Vita su ruote (in russo Жизнь на колёсах?). Si trattava di una pièce in tre atti basata su un lavoro dell'autore romanì Alexandr Germano. A seguito di tale esibizione, lo studio fu ribattezzato Teatro Romen. Il primo direttore teatrale è stato Georgy Lebedev, un rom russo
Dal 1940, il teatro ha tenuto tutte le sue esibizioni in lingua russa.
L'attuale direttore teatrale (2008) è Nikolai Slichenko, un famoso attore romanì in Russia.